# Cecilia Malm
Cecilia Alice Therese Malm (* 30. September 2002 in Danderyd) ist eine schwedische Volleyballspielerin.

## Karriere
Malm spielte als Jugendliche bei Danderyds SK, bei Lidingö SK und bei RIG Falköping. Mit dem Spitzenverein Engelholm VS gewann sie 2023 das schwedische Double aus Meisterschaft und Pokalsieg. Nach einer Spielzeit beim Ligakonkurrenten Hylte/Halmstad VBK war sie 2024/25 in Belgien bei Charleroi Volley aktiv. 2025 wurde die Außenangreiferin vom deutschen Bundesligisten USC Münster verpflichtet.
Malm spielte von 2018 bis 2020 auch in der schwedischen Juniorennationalmannschaft und seit 2022 in der A-Nationalmannschaft, mit der sie 2022 die European Silver League und 2024 die European Golden League gewann.